# СКАД-Ялпуг
Спортивний клуб аеромобільної дивізії-Ялпуг («СКАД-Ялпуг») — український футбольний клуб з міста Болграда Одеської області.

## Історія
Хронологія назв
- 195?-19??: «Темп» Болград
- 19??-199?: «Ялпуг» Болград
- 199?-199?: «Олімп» Болград
- 1998—2004: «СКАД-Ялпуг» Болград
- 2005: «СКАД-БСЗ» Болград)
- 2006—2007: «Буджак» Болград)
- 2011—…: «СКАД-Ялпуг» Болград

Команда виступала в обласних та районних змаганнях, починаючи ще з 1950-х років.
Першого серйозного успіху футболісти з Болграда добилися в 1964 році, завоювавши бронзові медалі чемпіонату Одеської області. У фінальному турнірі, який пройшов в Одесі, болградський «Темп», як тоді називалася команда, програв лише чемпіону області — одеському «Таксомотору», а срібному призеру — котовській «Зірці» — поступився лише за різницею забитих і пропущених м'ячів.
Після цього команда не здобувала призові місця, періодично взагалі зникаючи з числа учасників змагань найсильніших команд Одеської області.
У 2007 році, після чергового невдалого повернення команди у вищу лігу чемпіонату області, футбольний Болград знову зник з поля зору. А в 2011 році за ініціативи першого заступника Болградської райдержадміністрації Володимира Юсіна був відроджений футбольний клуб «СКАД-Ялпуг» з перспективою виступів у змаганнях АФФУ.
27 квітня 2011 року домашнім матчем з кіровоградським «Олімпіком» (2:0) команда дебютувала в чемпіонаті України серед аматорських команд 2011 року, і в підсумку у своїй підгрупі фінішувала на передостанньому місці.

### Участь у другій лізі 2011/12
4 липня 2011 року «СКАД-Ялпуг» отримав атестат на право участі у другій лізі чемпіонату України з футболу. А вже 16 липня 2011 року «СКАД-Ялпуг» дебютував у змаганнях професійних команд матчем попереднього раунду Кубка України 2011—12. Історичний матч болградці, яких очолив як виконувач обов'язків головного тренера екс-гравець команди Анатолій Димитров, провели в Багатому, оскільки Болградський стадіон «Ялпуг» ще не відповідав вимогам, що пред'являються клубам ПФЛ. У своєму дебютному матчі в професійному футболі «СКАД-Ялпуг» програв стрийській «Скалі» 1:2 і вибули з розіграшу Кубка України-2011/12. Перший в історії «професійний» гол болградців на рахунку Костянтина Олійника.
27 липня команда дебютувала у Другій лізі (група «A»), де в першому ж матчі перемогла інших новачків з Одещини «Реал Фарм» з рахунком 2-1. Проте далі команда в чемпіонаті команда виступала дуже невдало — за шістнадцять матчів «СКАД-Ялпуг» здобув лише дві перемоги і 2 квітня 2012 року, перед початком другої половини сезону, клуб повідомив ПФЛ, що не має змоги продовжувати участь у змаганнях другої ліги через недостанє фінансування клубу.

## Інфраструктура
Стадіон у Болграді має 5 тисяч місць, але з них тільки 1 тисяча обладнана місцями для сидіння. Також є бігові доріжки та волейбольний майданчик. Зараз триває реконструкція арени, яку розпочато завдяки коштам уродженців Болградського району, що мають бізнес у Києві. Серед спонсорів: Віктор Нотевський, генеральний директор будівельної компанії «Інбуд».
Клуб планує збудувати у селі Виноградному (Болградський район), що розташоване на трасі Одеса — Болград на відстані 40 км від райцентру, сучасний готель для приїжджих команд і укласти два тренувальні поля.
Адреса клубу: Одеська область, Болградський район, м. Болград, вул. 25-ї Чапаєвської дивізії.
Поки триватиме реконструкція стадіону в Болграді, команда буде проводити домашні ігри на центральному стадіоні УДП в Ізмаїлі або на стадіоні «Дунай» у селі Багатому Ізмаїльського району.
Клуб залучає до колективу юних футболістів болградської ДЮСШ (у школі навчається понад 250 юних спортсменів).

## Керівництво
Президент — Володимир Юсін. Він також є заступником голови Болградської райдержадміністрації та головою районної федерації футболу.

## Статистика
| Сезон   | Ліга      | Місце | І  | В | Н | П  | ГЗ | ГП | О | Кубок України | Єврокубки | Єврокубки | Примітки |
| ------- | --------- | ----- | -- | - | - | -- | -- | -- | - | ------------- | --------- | --------- | -------- |
| 2011-12 | Друга «A» | 14    | 26 | 2 | 1 | 23 | 10 | 54 | 7 | 1/64 фіналу   |           |           | Знялася  |